# 陈荣书
陈荣书（1956年10月—），男，福建永定人，中华人民共和国政治人物，曾任中华全国总工会副主席、书记处书记，第十三届全国政协常委。

## 生平
2008年10月17日，中国工会十五大在北京开幕。同年10月19日，大会选举产生中华全国总工会第十五届执行委员会和经费审查委员会。10月20日，中华全国总工会第十五届执行委员会第一次全体会议选举他出任副主席。2013年10月20日，中国工会第十六次全国代表大会在北京召开，选举产生284名执行委员和执行委员会。10月21日，中华全国总工会第十六届执行委员会第一次全体会议选举他出任副主席。